# Капустянський скарб
Капустянський скарб — скарб з села Капустине Шполянського району Черкаської області. Знайдений громадянином Гурським В. В. Складається з 6 золотих, 447 срібних та 5443 мідних монет, срібного чоловічого поясу. Скарб був надісланий до Держхрану СРСР з порушеннями українського законодавства, вимоги Міністерства культури України щодо його повернення не були задоволені.
| Шпола | Це незавершена стаття про Шполу. Ви можете допомогти проєкту, виправивши або дописавши її. |